# Osman Öcalan
Osman Öcalan [œdʒaɫan] (geboren 1958 in Ömerli in der Provinz Urfa; gestorben 15. November 2021 in Erbil) war der jüngere Bruder Abdullah Öcalans. Er war ein ranghoher Funktionär der Untergrundorganisation Arbeiterpartei Kurdistans. Sein Deckname lautete Ferhat.

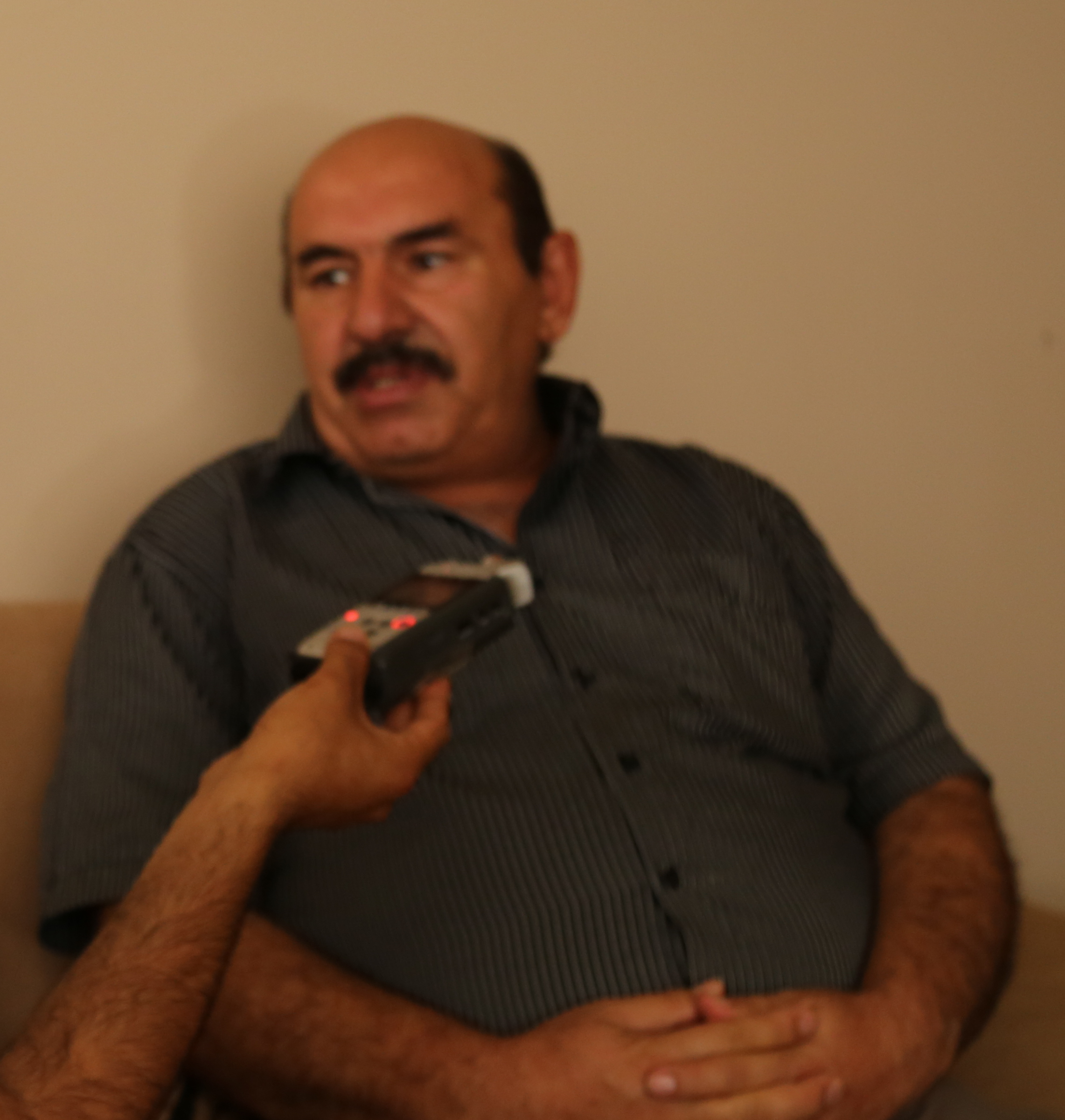
Osman Öcalan (2014)

## Leben
Ende 1980 verließ Osman Öcalan die Türkei und war lange Zeit für die Organisation im Iran tätig. Beim 4. Parteikongress der PKK im Jahre 1990 rückte er in die Führungsspitze auf. Im sogenannten Südkrieg zwischen der PKK und kurdischen Peschmerga der Patriotischen Union Kurdistans und der Demokratischen Partei Kurdistans kommandierte Osman Öcalan die östlichen Einheiten der PKK. Gegen den Willen hoher Funktionäre und insbesondere gegen den Widerstand Murat Karayılans und Abdullah Öcalans verständigte er sich mit den kurdischen Parteien auf ein Friedensabkommen. Öcalan wurde deswegen später entmachtet und auf dem 5. Parteikongress 1995 als „Abtrünniger“ zum Tode verurteilt. Die Strafe wurde jedoch nicht vollstreckt und in Arbeitsdienst (Emek süreci) umgewandelt.
Im Jahre 1998 wurde Osman Öcalan rehabilitiert und übernahm insbesondere nach der Ergreifung seines Bruders wichtige Aufgaben innerhalb der Untergrundorganisation. Im Jahre 2004 heiratete Osman Öcalan und verstieß damit gegen ein Tabu der PKK, das jegliche sexuelle oder romantische Beziehungen ihrer Kader untersagt. Osman Öcalan trennte sich in demselben Zeitraum von der PKK und gründete die „Patriotisch-Demokratische Partei“ (PWD), von der er sich alsbald wieder abwandte.
Bei dem Treffen im Gefängnis am 9. November 2013 mit der HDP-Delegation wurde Cemil Bayık von Abdullah Öcalan vorgeworfen, dass er Osman Öcalan nicht getötet habe. Osman habe sich so niederträchtig verhalten, dass man ihn hätte töten müssen. Die USA, Israel und der Iran hätten die Finger im Spiel gehabt.
Osman Öcalan lebte im Nordirak und war Vater von zwei Söhnen. Er starb im November 2021 in einem Krankenhaus in Erbil an den Folgen von COVID-19.